# 오타케 시노부
오타케 시노부(일본어: 大竹 しのぶ, 1957년 7월 17일 ~)은 일본의 배우이다. 도쿄도 시나가와구 출신이며, 모델 IMALU는 아카시야 산마와 결혼 했을 때 낳은 딸이다.

## 출연

### 드라마
- 2005년 《상냥한 시간》
- 2007년 《농담이 아니야!》
- 2011년 《그래도, 살아간다》
- 2011년 《고우~공주들의 전국~》 - 오네 역

### 영화
- 1974년 《청춘의 문》
- 1978년 《사건》
- 1998년 《학교 III》
- 1999년 《철도원》
- 1999년 《검은 집》
- 2001년 《GO》
- 2003년 《올빼미》
- 2004년 《사랑의 문》
- 2007년 《콰이어트룸에서 만나요》
- 2007년 《타미오의 행복》
- 2010년 《달링은 외국인》
- 2010년 《마루 밑 아리에티》
- 2010년 《엄마 시집 보내기》
- 2011년 《한 장의 엽서》
- 2018년 《벼룩 잡는 사무라이》 - 오스즈 역
- 2021년 《곶의 마요이가》 - 키와 역
- 2021년 《항구의 니쿠코짱!》 - 니쿠코 역